# Liceo ginnasio statale Leonardo Ximenes
Il Liceo ginnasio "Leonardo Ximenes" è un liceo classico statale di Trapani. Il liceo è l'erede dell'antico Collegio dei gesuiti, fondato nella seconda metà del XVI secolo.

## Storia

### Il Collegio Massimo dei Gesuiti
Il Collegio dei gesuiti di Trapani, fondato nel 1580, fu l’ottavo della Sicilia dopo quelli di Messina, Palermo, Monreale, Siracusa, Catania, Bivona e Caltagirone.
La presenza della Compagnia di Gesù a Trapani è documentata dal 1546, anno in cui vi giunse il padre gesuita Giacomo Lostio, ritenuto il fondatore del Collegio trapanese.
La prima iniziativa concreta, destinata a favorire lo stanziamento dei gesuiti in Trapani, fu di Giovanni de Pignero il quale, col suo testamento del 13 febbraio 1565, donò - per finanziare la fondazione di un Collegio gesuitico a Trapani - la decima parte del reddito della sua salina, situata nel mare della città. La presenza stabile dei gesuiti in Trapani risale però al 1578; lo attesta una deliberazione del Senato cittadino del 13 settembre 1578, con la quale viene accolta la richiesta di alcuni cittadini di costruire in città un Collegio della Compagnia di Gesù. I primi legati per la fondazione del Collegio, che consistettero in rendite annuali in denaro, si devono alla generosità di alcuni cittadini trapanesi.
La fondazione del Collegio risale al 1580. A partire da quegli anni i gesuiti danno inizio ad una politica di acquisizione delle rendite ricevute per legati, così da poter disporre di somme da utilizzare per la fabbrica della chiesa e del Collegio. Nel 1583 il Collegio acquistò da Giacomo Ravidà un grande tenimento di case nei pressi della chiesa di S. Michele.

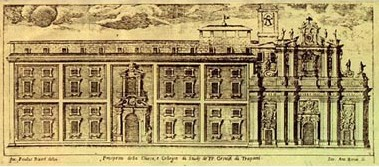
progetto del Collegio e della Chiesa

Nel 1592 venne registrato un generoso atto di donazione fatto da Mariano Mongiardino, il quale assegnò al Collegio un grande tenimento di case situato in contrada Rua Grande, vicino alla Loggia. I seguaci di sant'Ignazio si trasferirono quindi nella nuova sede tra la fine del 1595 e i primi mesi del 1596 ma, essendo i locali angusti, le scuole rimasero nell'edificio contiguo la chiesa di s. Michele. Risale all’autunno del 1596 la richiesta presentata dai gesuiti ai giurati con la quale viene manifestato il proposito di edificare la nuova chiesa del Collegio.
Il 12 gennaio 1597 intervenne con il suo testamento donna Allegranza Sanclemente, la quale donò al Collegio un grande tenimento di case in contrada Rua Nova.
In seguito alla donazione del Mongiardino i gesuiti avevano maturato il proposito di lasciare le case presso la chiesa di s. Michele, trasferendosi nel nuovo sito, ed elaborarono un piano che portasse all’acquisto di case, botteghe e magazzini esistenti nei pressi delle case donate da Mariano Mongiardino che avrebbero in seguito consentito di realizzare il complesso della loro chiesa e del loro Collegio. Tale politica di acquisti si concluse nel 1631.
Com'è possibile evincere dal fondo gesuitico conservato nella Biblioteca Nazionale di Parigi, l'edificio del collegio fu progettato nel 1613 dall'architetto gesuita messinese Natale Masuccio in un ricco, ma sobrio, stile barocco d'ispirazione romana. Quindi fu ubicato in un intero isolato dello storico quartiere Palazzo.
Negli anni della gestione gesuitica, il collegio ospitò tra le sue aule e i suoi corridoi Leonardo Ximenes, famoso scienziato trapanese che operò nella Toscana lorenese, a cui poi fu intitolato.

### Il "Real Liceo" borbonico
Quando, nel 1767, l'ordine fu sciolto, il collegio divenne sede delle scuole borboniche e durante il Regno delle Due Sicilie, nel 1834, divenne "Real Liceo". Conseguenzialmente alla cacciata dell'ordine gesuitico, la vasta biblioteca del collegio fu trasferita a Palermo e poi è andata dispersa: oggi i libri e i documenti in essa contenuti si trovano sparsi tra la Biblioteca Centrale della Regione Siciliana, il fondo gesuitico della Biblioteca Nazionale di Parigi, l'archivio storico dei Gesuiti di Roma, la Biblioteca Fardelliana di Trapani, ragion per cui non è stata ereditata dal Liceo.

### Il "Regio Liceo Leonardo Ximenes"
In seguito all'Unità d'Italia e alla legge Casati venne soppresso il "Real Liceo" borbonico e, con il R.D. 4/3/1865, nella stessa sede furono istituiti il "Regio Liceo" ed il "Regio Ginnasio", che al tempo erano due istituzioni scolastiche separate, e vennero entrambi intitolati, appunto, a Leonardo Ximenes.
Unico Liceo della Provincia di Trapani, divenne l'istituto preparatorio per l'università di riferimento di tutta l'area ad ovest di Palermo. Il Liceo si caratterizzava per essere una scuola dura e selettiva ma, al contempo, molto formativa e si distingueva per uno spirito e un corpo docente liberale e patriottico, che gli valse la nomea di centro Garibaldino.
L'anno scolastico 1890/91 registra l'immatricolazione delle prime alunne dell'istituto che, da allora, sono andate crescendo di numero fino a superare la presenza maschile.
Nel 1923 viene attivato il "ginnasio liceo" con la riforma Gentile.

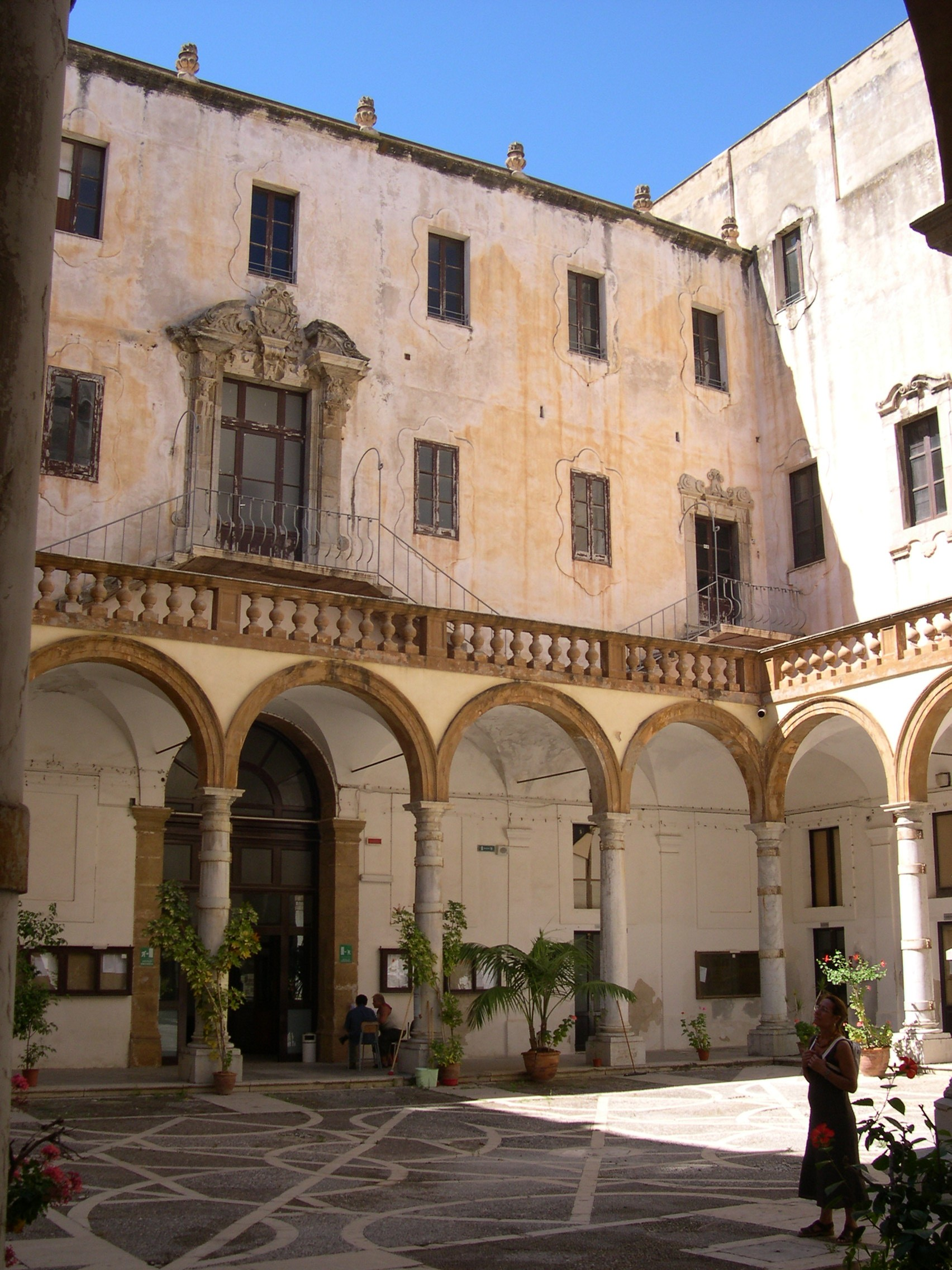
Il chiostro del Liceo

### Il liceo statale Ximenes
Nel secondo dopoguerra l'istituto divenne liceo classico statale, ubicato nell'edificio che già ospitò il Collegio dei gesuiti, sito nel cuore del centro storico cittadino, in un sito prestigioso sia dal punto di vista artistico che storico.
Un attento restauro negli anni novanta ha reso una buona parte del palazzo funzionale alle esigenze di una scuola moderna, senza, tuttavia, stravolgerne la natura. Ciò nonostante, una decina d'anni dopo un'ala risultava nuovamente inagibile, perché in attesa di lavori di consolidamento.
L'archivio storico del liceo contiene circa 200 registri. A partire dall'anno 1861, divenne oggetto di uno studio volto alla pubblicazione di tutti i dati riguardanti la scuola nell'Ottocento. Sono state ricostituite due Biblioteche, una ad opera dei fondi del Liceo e l'altra grazie alla donazione privata del De Rosa, poi unificate.

### Gli anni 2000
Nel 2008 la sede storica del Liceo è stata chiusa per un nuovo, lungo e complesso lavoro di restauro e l'istituto trasferito in altri locali. Nel settembre 2011 a causa dei lavori fermi l'antico chiostro versa in uno stato di abbandono inammissibile, così un gruppo di ex studenti che ha frequentato il plesso tra gli anni sessanta e settanta ha costituito un comitato spontaneo per stimolare gli amministratori locali ad accelerare i lavori. Gli ex studenti hanno ricostituito la storica "Associazione degli ex studenti del Liceo classico Ximenes", fondata negli anni novanta dall'ex ambasciatore Eugenio Rubino. Il 28 gennaio 2012, presso l'Aula Magna del Consorzio Universitario Trapanese è stato presentato il progetto di restauro.
Dall'anno scolastico 2014-2015, mentre l'istituto festeggia il centocinquantesimo anno della sua dedicazione, a seguito di un ridimensionamento disposto dall'Ufficio scolastico regionale per la Sicilia, il Liceo scompare come istituzione autonoma e viene accorpato con il locale Liceo scientifico Vincenzo Fardella come Istituto di istruzione superiore "Vincenzo Fardella-Leonardo Ximenes".
Il 14 settembre del 2015 sono iniziati i lavori di messa in sicurezza dell'ala prospiciente la via Mancina e contemporaneamente è stata avviata una manutenzione ordinaria delle 16 aule già restaurate negli anni novanta. Alla fine del mese di luglio del 2016 vengono ultimati i lavori ed il giorno 7 del mese di dicembre dello stesso anno viene restituita la chiave della sede storica al dirigente scolastico Filippo De Vincenzi.
Nel dicembre 2020 viene creata la testata giornalistica del liceo: “Giornale Fardella-Ximenes” o “Giornale FX”. Insieme al giornale viene attivata anche una radio: “Radio FX”.